# Gilbert Walker
Sir Gilbert Thomas Walker (Rochdale, 14 giugno 1868 – Coulsdon, 4 novembre 1958) è stato un fisico e statistico britannico.
È conosciuto per la sua descrizione rivoluzionaria della El Niño Southern Oscillation (ENSO), un fenomeno importante del clima globale, e per gli avanzati studi sul clima in generale.

## Primi anni di vita e formazione
Era nato a Rochdale, Lancashire il 14 giugno 1868, quarto di sette figli di Thomas Walker e Charlotte Haslehurst. Ha frequentato Whitgift School e la Scuola di San Paolo, laureandosi in Metallurgia presso l'Imperial College di Londra. Ha frequentato il Trinity College di Cambridge dove è stato Senior Wrangler nel 1889..

## Carriera
Walker ha ottenuto una cattedra in matematica applicata presso l'Università di Cambridge diventando direttore generale degli osservatori in India nel 1904.

In India ha studiato le caratteristiche del monsone dell'Oceano Indiano, in particolare la mancata stagione delle piogge del 1899 che aveva portato una grave carestia nel paese. 
Analizzando una grande mole di dati meteorologici, provenienti da India e paesi limitrofi, nel corso dei quindici anni successivi ha pubblicato le prime descrizioni della grande oscillazione relativa alla distribuzione della pressione atmosferica tra l'Oceano Indiano e Pacifico, ed in particolare la sua correlazione con la temperatura e le precipitazioni in gran parte delle regioni tropicali della Terra, tra cui l'India.
Walker è noto anche per aver lavorato con il Dipartimento meteorologico indiano soprattutto per i suoi studi sulle correlazioni tra il monsone indiano e il fenomeno ENSO (El Niño Southern Oscillation).
Nel 1911 è stato fatto un Companion dell'Ordine della Stella d'India.
Walker continuò i suoi studi sulle previsioni meteorologiche annuali e il cambiamento climatico dopo il suo rientro in India, avvenuto nel 1924, quando ottenne anche la cattedra in meteorologia presso l'Imperial College di Londra. Non tutta la sua teoria relativa alla previsione dei monsoni ha avuto successo, tuttavia le sue teorie rappresentano un passo avanti prezioso nella comprensione della circolazione dell'atmosfera e hanno permesso ai suoi successori nello studio del clima di andare oltre l'osservazione e la previsione locale verso modelli globali del clima su scala planetaria. Walker è stato presidente della Royal Meteorological Society dal 1926 al 1927.
Morì novantenne a Coulsdon, Surrey il 4 novembre 1958.